# Curt Mast
Curt Mast (* 26. März 1897 in Wolfenbüttel; † 19. August 1970) war Weingroßhändler und Essighersteller, mittelständischer Unternehmer und Namensgeber der Spirituosenmarke Jägermeister in Wolfenbüttel bei Braunschweig in Niedersachsen.

## Leben
Kurt (seit 1918: Curt) Mast war das elfte von zwölf Kindern des Essigfabrikanten Wilhelm Mast und dessen Ehefrau Emma Fricke. Mit 16 Jahren übernahm er die kleine, hochverschuldete Fabrik seines erkrankten Vaters, der das Unternehmen 1878 gegründet hatte. Nach dem Ersten Weltkrieg erweiterte er mit seinem Bruder Wilhelm als Partner die Tätigkeit des Unternehmens um den Handel mit französischen Weinen, experimentierte aber, wie auch schon sein Vater, mit der Komposition von Likören.

### Vor 1945
Curt Mast war Mitglied der Deutschen Volkspartei (DVP), kandidierte mehrmals auf Wahllisten dieser Partei und kam 1928 als Nachrücker erstmals in die Stadtverordnetenversammlung von Wolfenbüttel. Anfang April 1933 schloss er sich, nach seinen Worten aus dem Jahr 1947, als „Hospitant“ der NSDAP-Fraktion an, da er als einziger nicht der NSDAP angehöriger Abgeordneter keine Fraktion bilden konnte. Curt Mast trat kurz darauf zum 1. Mai 1933 in die NSDAP ein (Mitgliedsnummer 3.183.016). 1934 zog er sich nach eigenen späteren Angaben aus der Stadtverordnetenversammlung zurück und erhielt angeblich lebenslanges Funktionsverbot. Tatsächlich war er noch 1935 Mitglied der bedeutungslosen Stadtverordnetenversammlung und bezeichnete sich noch 1944 als "Parteigenosse". Mit dem von ihm entwickelten Halbbitterlikör unter dem Handelsnamen „Hubertusbitter“ versuchte er das Unternehmen zu sanieren. In diesem Zusammenhang geriet er in Auseinandersetzungen mit seinem Bruder Wilhelm, der zwangsweise, aber zu günstigen Bedingungen aus dem Unternehmen getrieben wurde und seiner jüdischen Geliebten nach Südamerika folgte. Dass Mast den Handelsnamen 1935 in „Jägermeister“ abänderte und den Namen aus dem neuen Reichsjagdgesetz vom 3. Juli 1934 entnommen hatte, bestätigte Günter Mast, sein Neffe. Curt Mast ließ den Namen „Jägermeister“, das Etikett und den Hubertushirschkopf 1935 als Warenzeichen schützen. Es ist undenkbar, dass die Bezeichnung "Jägermeister" ohne Genehmigung durch Hermann Göring, den "Reichsjägermeister", verwendet wurde. Der leidenschaftliche Jäger Mast hat auch zweifellos Göring gekannt, zu dessen bevorzugten Jagdrevieren die Wälder um Wolfenbüttel und Braunschweig mit der Buchhorst gehörten. In der Buchhorst besaß Göring den 1935 errichteten Reichsjägerhof „Hermann Göring“, zu dem er sich eigens einen Gleisanschluss legen ließ. Göring hielt Jagdpartien auch in den Lichtenberger Wäldern ab, wo auch Mast sein Jagdrevier hatte.
Durch den erfolgreichen Vertrieb seiner Spirituosen war Mast in der Lage zu investieren und verfolgte seine wirtschaftlichen Interessen skrupellos. Im Jahre 1941 kaufte Mast vom Reich die Grundstücke von Ivan und Alfred Esberg in der Langen Herzogstraße 46 in Wolfenbüttel auf, wobei die zehn jüdischen Bewohner des dortigen Areals im Sommer desselben Jahres von der NSDAP-Kreisleitung umquartiert wurden. Wohin die Hausbewohner verbracht wurden, ist nicht erforscht. Der im Exil überlebende Ivan Esberg führte nach dem Zweiten Weltkrieg einen Prozess gegen Mast, der mit einem Vergleich endete. Esberg und Mast sollen sogar Freunde geworden sein. Curt Mast setzte sich 1944 für seinen politischen Gegner Otto Rüdiger ein, als dieser in einem Konzentrationslager einsaß. Zweifellos verhielt sich Mast, der kein überzeugter Nationalsozialist gewesen zu sein scheint und zeitweise Mitglied der Freimaurerloge Wilhelm zu den drei Säulen in Wolfenbüttel war, gegenüber dem NS-System im Interesse seines Unternehmens opportunistisch. Im Krieg konnte er mit dem von den Soldaten "Göring-Schnaps" genannten "Jägermeister" gut verdienen.

### Nach 1945
Indem er seine NS-Mitgliedschaft ableugnete und mit einem Persilschein des von ihm aus dem KZ geretteten Otto Rüdiger wurde Mast von der Entnazifizierungskammer als Gegner des Nationalsozialismus, sogar als Widerständler eingestuft. Er spielte unmittelbar nach der Einnahme Wolfenbüttels durch die amerikanische Armee wieder eine große Rolle in der Kommunalpolitik, war Mitbegründer und später graue Eminenz der Wolfenbütteler CDU, Vorsitzender der bürgerlichen Fraktion im Stadtrat und von 1952 bis 1968 Mitglied des Kreistags. Er wurde zu einem maßgeblichen Kommunalpolitiker im Wolfenbütteler Raum. Im Jahre 1968 kandidierte er vergeblich für ein Direktmandat zum Niedersächsischen Landtag.
1947 wandelte er sein Unternehmen in die W. Mast GmbH um, deren Mitgesellschafter seine Frau und seine beiden Kinder waren, während eine ihm persönlich gehörende Einzelfirma im Besitz des Likörrezepts, der Gebäude und der Transportmittel blieb. Nach seinem Tode wurde die GmbH 1970 in die W. Mast Kommanditgesellschaft umgegründet und 1987 in die Mast-Jägermeister AG, eine nicht börsennotierte Aktiengesellschaft, gewandelt. 2010/2011 erfolgte die Umgründung in die Mast-Jägermeister SE, eine Aktiengesellschaft europäischen Rechts. Die Anteile liegen im Privatbesitz der Familie Findel-Mast. Eine Curt-Mast-Stiftung, die denkmalpflegerische und kulturelle Belange der Region fördert, wurde von Annemarie Findel-Mast, der Tochter von Curt Mast, im Jahre 2003 gegründet.

## Ehrungen
- Bundesverdienstkreuz 1. Klasse (28. Mai 1957)[6]